# دنباله معنوی
دنباله معنوی (به انگلیسی: Spiritual successor) به اثری ادبی یا سینمایی گفته می‌شود که دنباله‌ای از یک اثر دیگر باشد، اما مانند پیش‌درآمد یا دنباله روایتش ارتباطی با آن اثر نداشته باشد. در دنباله‌های معنوی، با استفاده درون‌مایه، عناصر یا مفاهیم اثری دیگر می‌توان آن را از لحاظ معنوی دنباله‌ای بر اثری قبلی کرد.